# 张秀兰
张秀兰（1966年10月—），女，苗族，云南麻栗坡人，中华人民共和国政治人物、第十一届全国人民代表大会云南地区代表。
毕业于云南师范大学政教专业，是中国共产党党员。2006年3月担任云南省文山壮族苗族自治州副州长。2008年起担任全国人大代表。2015年3月任文山州州长。2018年2月24日，当选为第十三届全国人大代表。
2021年5月2日，据云南省纪委监委消息：张秀兰涉嫌严重违纪违法，已主动投案，目前正在接受纪律审查和监察调查。